# Jan Dobrzański (historyk)
Jan Dobrzański (ur. 30 grudnia 1901 w Wierzblanach, zm. 5 lipca 1997 w Lublinie) – polski historyk wychowania i pedagog. Doktor habilitowany nauk humanistycznych o specjalności historia oświaty i wychowania. Profesor Uniwersytetu Marii Curie-Skłodowskiej w Lublinie oraz Katolickiego Uniwersytetu Lubelskiego. Był czołowym polskim historykiem wychowania oraz jednym z organizatorów nauki i powojennego szkolnictwa wyższego w Lublinie.

## Życiorys
Brał udział w wojnie polsko-bolszewickiej. W 1922 ukończył Państwowe Gimnazjum im. Hetmana Stanisława Żółkiewskiego w Żółkwi. Od 1922 do 1926 roku studiował historię na Wydziale Humanistycznym Uniwersytetu Jana Kazimierza we Lwowie. W 1926 roku założył egzamin na nauczyciela szkół średnich i rozpoczął pracę nauczycielską w Państwowym Gimnazjum im. St. Staszica w Lublinie, w którym pracował do 1952 roku (z przerwą w roku szkolnym 1931/1932, kiedy to został służbowo przeniesiony do Państwowego Gimnazjum im. B.Głowackiego w Tomaszowie Lubelskim). W 1932 roku uzyskał stopień doktora filozofii na Uniwersytecie Jana Kazimierza we Lwowie. Od 1933 do 1939 roku był kierownikiem Ogniska Metodycznego Historii oraz kierował pracami Sekcji Dydaktycznej w Oddziale Lubelskim Polskiego Towarzystwa Historycznego. 
28 sierpnia 1939, tuż przed wybuchem II wojny światowej, został zmobilizowany, a pod koniec września 1939 roku wzięty do niewoli sowieckiej skąd został przekazany hitlerowcom i osadzony w obozie jenieckim w Małaszewiczach. Po ucieczce powrócił do Lublina, gdzie pracował m.in. w zakładzie fotograficznym pod zmienionym nazwiskiem. Wraz z rozpoczęciem roku szkolnego w 1944 roku powrócił do pracy w gimnazjum jako nauczyciel historii. 
Rozprawę habilitacyjną przeprowadził na Katolickim Uniwersytecie Lubelskim w 1946 roku, gdzie prowadził Sekcję Pedagogiczną na Wydziale Nauk Humanistycznych. Od 1948 do 1950 roku prowadził wykłady z historii wychowania na Uniwersytecie Marii Curie-Skłodowskiej dla studentów studiujących pedagogikę. W 1949 roku otrzymał tytuł profesora nadzwyczajnego KUL. W latach 1945–1955 kierował Katedrą Historii Szkolnictwa Katolickiego Uniwersytetu Lubelskiego. Od 1951 do 1954 roku był prorektorem tej uczelni. W latach 1956–1972 był profesorem Uniwersytetu Marii Curie-Skłodowskiej w Lublinie. Od 1957 do 1958 roku był dziekanem Wydziału Humanistycznego, a w latach 1958–1961 prorektorem tejże uczelni. W 1969 roku otrzymał tytuł profesora zwyczajnego UMCS. Na emeryturę przeszedł w 1972 roku.

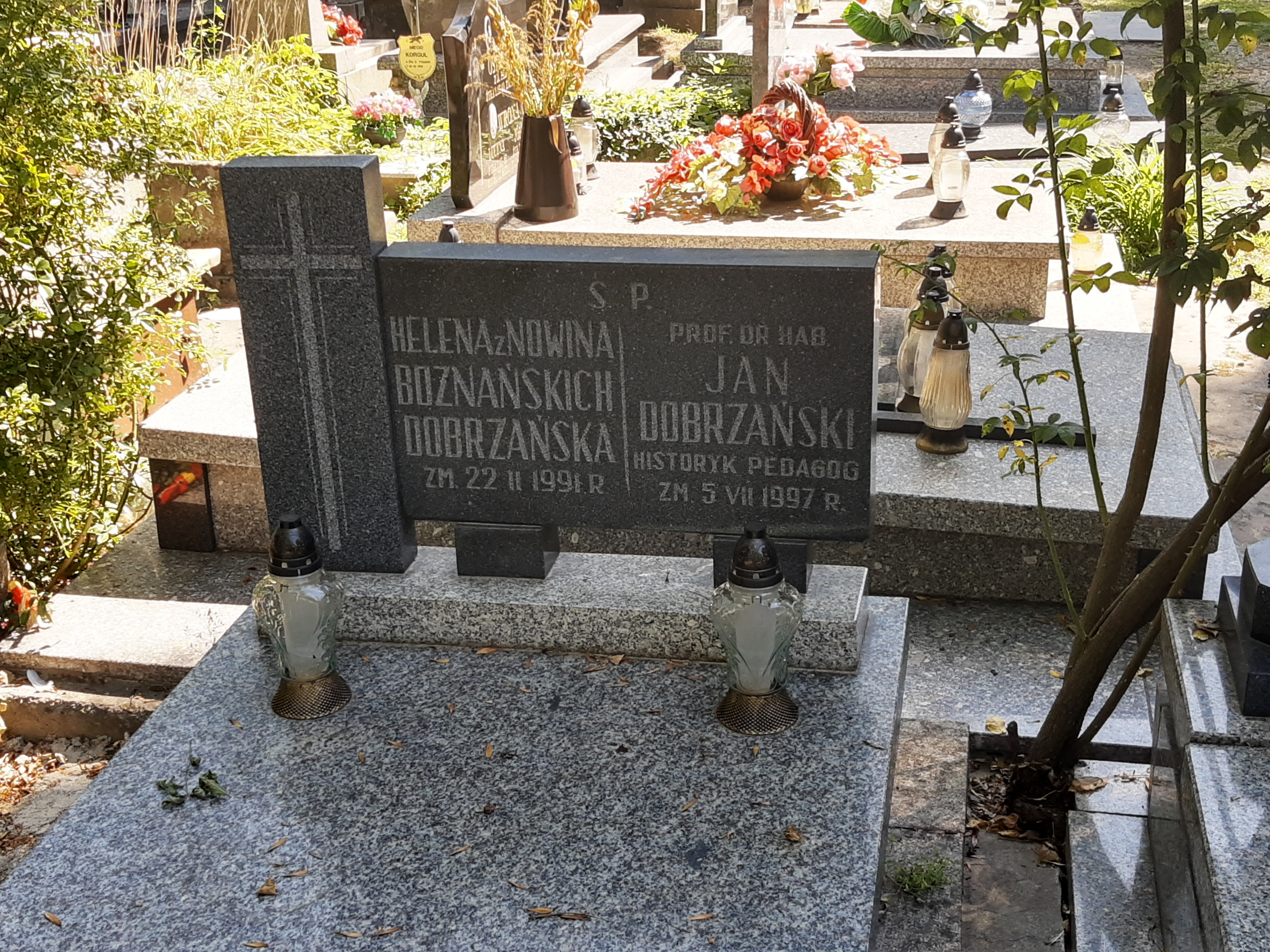
Grób prof. Jana Dobrzańskiego na cmentarzu przy Lipowej

## Ordery i odznaczenia
- Krzyż Oficerski Orderu Odrodzenia Polski
- Krzyż Walecznych (za udział w wojnie 1918–1921)
- Srebrny Krzyż Zasługi (15 września 1937)[6]
- Medal Komisji Edukacji Narodowej (1969)[7]
- Odznaka „Zasłużony Nauczyciel PRL”[4]

## Zainteresowania naukowe
Zainteresowania naukowe Jana Dobrzańskiego koncentrowały się wokół ogólnie pojętej oświaty i szkolnictwa w Polsce w drugiej połowie XVIII wieku oraz w czasie zaborów. Ponadto był badaczem prowadzonej przez Austrię i Rosję polityki szkolnej na terenie ziem polskich. Jan Dobrzański działał w Polskim Towarzystwie Historycznym, był współzałożycielem oraz członkiem honorowym Lubelskiego Towarzystwa Naukowego a także członkiem Polskiego Towarzystwa Pedagogicznego.

## Główne prace
- Szkolnictwo średnie w Galicji w latach 1772–1085 (1929)
- Szkoły lubelskie na tle austriackiej polityki szkolnej Galicji (1795–1809) (1949)
- Ze studiów nad szkolnictwem elementarnym Lubelszczyzny w pierwszej połowie XIX wieku (1968)[1]